# Lopadotemachoselachogaleokranioleipsanodrimhypotrimmatosilphiokarabomelitokatakechymenokichlepikossyphophattoperisteralektryonoptekephalliokigklopeleiolagoiosiraiobaphetraganopterygon

Lopadotemachoselachogaleokranioleipsanodrimhypotrimmatosilphiokarabomelitokatakechymenokichlepikossyphophattoperisteralektryonoptekephalliokigklopeleiolagoiosiraiobaphetraganopterygon je izmišljena jed, ki je navedena v Aristofanovi komediji Zborovalke
Gre za transkripcijo starogrške besede. Liddell & Scott (LSJ) to prevajata kot "ime jedi, sestavljene iz vseh vrst dobrot, rib, mesa, perutnine in omak."
To je najdaljša grška beseda. Beseda ima 182 črk in 78 zlogov. Transkripcija ima 182 znakov. To je najdaljša beseda, ki se je kdaj pojavila v literaturi po Guinnessovih rekordih (1990).

## Angleški prevodi
V angleškem prevodu Lea Straussa (1966) je ta grška beseda upodobljena kot "oysters-saltfish-skate-sharks'-heads-left-over-vinegar-dressing-laserpitium-leek-with-honey-sauce-thrush-blackbird-pigeon-dove-roast-cock's-brains-wagtail-cushat-hare-stewed-in-new-wine-gristle-of-veal-pullet's-wings".